# 성치호
성치호(성치호, 1996년 1월 17일 ~)은 대한민국의 축구 선수이다.

## 선수 경력
2016년 6월 15일 새벽 (한국시각), 우루과이 소속의 플라사 콜로니아와 계약해서 청춘FC 헝그리 일레븐에 출연했던 선수들 중에서 네 번째로 프로에(첫 번째는 남하늘(고양 자이크로 FC)), 진출한 선수가 되었다.
2019년 스페인 5부 리그인 꿈 FC에 입단해 6개월 정도 활동하였다. 하지만 코로나19로 인해 정상적인 리그 운영이 어려워져 귀국하였고, 현재는 선수생활을 마무리 하고, 성동 FC 풋살선수와 성동 FC 유소년코치를 하고있다. 대학생활도 병행하고 있다

## 수상 내역
개인
- 전국고등학교 부산 MBC 축구대회: MVP 2013
- 고등축구리그: MVP - 고등축구리그 경기남부권역 3위 (2013)

## 같이 보기
- 청춘FC 헝그리 일레븐